# جيمس ألين (قسيس)
جيمس ألين (بالإنجليزية: James Allen)‏ (و. 1734 – 1804 م) هو قسيس، وكاتب ترانيم من المملكة المتحدة لبريطانيا العظمى وأيرلندا، ومملكة بريطانيا العظمى، توفي عن عمر يناهز 70 عاماً.